# Campodorus clypealis
Campodorus clypealis là một loài tò vò trong họ Ichneumonidae.